# 天主教查查波亞斯教區

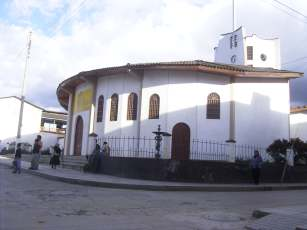
查查波亚斯教区的圣胡安·保蒂斯塔教堂

天主教查查波亞斯教區（拉丁語：Dioecesis Chachapoyasensis）是秘魯一個羅馬天主教教區，屬皮烏拉總教區。
馬伊納斯教區成立於1803年5月28日，1843年6月2日易名至今。
教區包括亞馬孫大區南部五省。2006年有教友311,000人（佔轄區總人口90.7%）、廿二個堂區、廿八名司鐸。現任教區主教為安多尼·埃米利亞諾·西斯內羅斯·馬丁尼斯。